# ورچوئا فایتر ۴
ورچوئا فایتر ۴ (به ژاپنی: バーチャファイター4 ,Bācha Faitā Fō) یک بازی ویدئویی در سبک مبارزه‌ای و چهارمین قسمت از سری بازی‌های ورچوئا فایتر به شمار می‌رود که توسط شرکت ژاپنی سگا منتشر شده‌است. این بازی برای اولین بار در سال ۲۰۰۱ بر روی آرکید منتشر شد و سپس یک نسخه سازگار شده از بازی و همچنین نسخه ارتقاء یافته با عنوان ورچوئا فایتر ۴: اوولوشن تحت برچسب برترین عناوین در سال ۲۰۰۲ و ۲۰۰۳ برای کنسول پلی‌استیشن ۲ عرضه شد.